# Руманиль, Жозеф
Жозеф Руманиль (фр. Joseph Roumanille; 8 августа 1818, Сен-Реми-де-Прованс — 24 мая 1891, Авиньон) — французский писатель, один из виднейших деятелей возрождения провансальской литературы (фелибров).

## Биография
Жозеф Руманиль родился в семье садовника.
Был учителем в Авиньоне, где познакомился с Фредериком Мистралем и основал книжную торговлю.
Первым поэтическим опытом Руманиля были стихотворения, написанные на французском литературном языке. Когда они появились в печати, мать автора с глубокой печалью созналась ему, что она их не понимает. Это заставило Руманиля впервые оценить значение родного языка, теоретическим и практическим поборником которого он сделался.
С 1836 по 1847 год он собирает свои изящные «Margarideto». На революцию 1848 года отзывается стихотворным диалогом «Li Sounjarello». В 1854 году заканчивает героико-комическую эпопею «La campano mountado».
Появившиеся в 1859 году «Nuove» доставили поэту широкую популярность в провансальском простонародье. Сознавая ограниченность своих поэтических сил, Руманиль главное своё внимание отдавал другим провансальским поэтам, поддерживая и давая надлежащее направление их стремлениям.
В 1851 году он издал первую лирическую антологию: «Li Provençalo», в 1854 году — «Lou Roumavàgi deïs Troubaïres»; позже он издавал журнал «Armana provençau», ставший средоточием «фелиберства».